# Liste des épisodes de L'Homme de fer
Cette page recense la liste des épisodes de la série télévisée L'Homme de fer.

## Liste des épisodes

### Première saison (1967-1968)
1. L'Homme de fer (Ironside) avec Geraldine Brooks
2. Message de l'au-delà (Message from Beyond) avec Kent McCord
3. Une feuille dans la forêt (The Leaf in the Forest) avec Barbara Barrie
4. Mort en différé (Dead Man's Tale) avec Jack Lord
5. Manger, boire et mourir (Eat, Drink and Be Buried) avec Farley Granger et Lee Grant
6. Le Dangereux Alibi (The Taker) avec Peter Mark Richman
7. Les Évadés dans la maison (An Inside Job) avec John Saxon
8. Les Nombres qui tuent (Tagged for Murder) avec Bruce Lee
9. Les Deux Frères (Let My Brother Go) avec Ivan Dixon
10. La Lumière au bout du voyage (Light at the End of the Journey) avec Robert Reed
11. Mystère à l’exposition (The Monster of Comus Towers) avec Warren Stevens
12. Sa dernière chanson (The Man Who Believed) avec Guy Stockwell
13. Vol sans laisser de trace (A Very Cool Hot Car) avec Bernie Hamilton
14. L’Heure perdue (The Past Is Prologue) avec Harrison Ford
15. Une fille dans la nuit (Girl in the Night) avec Susan Saint James
16. Sa dernière course (The Fourteenth Runner) avec Ingrid Pitt
17. La Deuxième police (Force of Arms) avec Harold J. Stone
18. En souvenir d’une crème glacée (Memory of an Ice Cream Stick) avec Jack Kruschen
19. Le sergent mène l'enquête (To Kill a Cop) avec Pernell Roberts
20. Son propre otage (The Lonely Hostage) avec Robert Lansing
21. Le Défi (The Challenge) avec Virginia Grey
22. En service commandé (All in a Day’s Work) avec Jeanette Nolan
23. La Dette (Something for Nothing) avec Susan Saint James
24. Qui êtes-vous Barbara ? (Barbara Who) avec Vera Miles
25. Crime parfait (Perfect Crime) avec Pete Duel
26. Bob et Bobby (Officer Bobby) avec Jeanne Cooper
27. Visite au pays des hippies (Trip to Hashbury) avec William Windom
28. La Course de la justice (Due Process of the Law) avec David Carradine
29. Le Retour du héros (Return of the Hero) avec Gary Collins

### Deuxième saison (1968-1969)
1. Le Jeu du petit pois (Shell Game) avec Sorrell Booke
2. Une épitaphe adéquate [1/2] (Split Second to an Epitaph [1/2]) - Initialement épisode de 90 min diffusé en France en 2 parties avec Joseph Cotten
3. Une épitaphe adéquate [2/2] (Split Second to an Epitaph [2/2]) avec Troy Donahue
4. Le Sacrifice (The Sacrifice) avec Ricardo Montalban
5. L’Émeute (Robert Phillips vs. the Man) avec Paul Winfield
6. Rencontre désespérée (Desperate Encounter) avec Gene Raymond
7. La Voix du peuple (I, the People) avec Milton Berle
8. L’Homme aux abois (Price Tag Death) avec Ralph Meeker
9. Culpabilité évidente (An Obvious Case of Guilt) avec Anne Baxter
10. Retour en arrière (Reprise) avec Irene Hervey
11. Le Macabre Micawber (The Macabre Mr. Micawber) avec Burgess Meredith
12. Échec au champion (Side Pocket) avec Jack Albertson
13. Sergent Mike (Sergeant Mike) avec Bill Bixby
14. L’Énigme du tableau (In Search of an Artist) avec Broderick Crawford
15. Où est la limite ? (Up, Down, and Even) avec Richard Anderson
16. Les cartes mènent à tout (Why the Tuesday Afternoon Bridge Club Met on Thursday) avec Arthur O'Connell
17. Un champion craintif (Rundown on a Bum Rap) avec James Gregory
18. Les Prédictions de Francine (The Prophecy) avec Martha Scott
19. Dans un monde de chacals (A World of Jackals) avec William Smithers
20. Le Chroniqueur mondain (And Be My Love) avec Chad Everett
21. Police et taxi (Moonlight Means Money) avec Linden Chiles
22. Conséquence d’une découverte (A Drug on the Market) avec Ray Danton
23. Trouvez les bijoux (Puzzlelock) avec Simon Oakland
24. Lettres anonymes (The Tormentor) avec Gary Collins
25. Dénominateur commun (A Matter of Love and Death) avec Susan Howard
26. Bombe ou pétard (Not With a Whimper, But a Bang) avec Edward Asner

### Troisième saison (1969-1970)
1. Alias Mr. Braithwaite (Alias Mr. Braithwaite) avec Joseph Campanella
2. Adieu hier, première partie (Goodbye to Yesterday [1/2]) - Initialement épisode de 90 min diffusé en France en 2 parties avec Vera Miles
3. Adieu hier, seconde partie (Goodbye to Yesterday [2/2]) avec Cloris Leachman
4. Les péripéties du Sergent Brown (Poole's Paradise) avec Steve Forrest
5. Fumez des mirages (Eye of the Hurricane) avec Dana Elcar
6. Une balle pour Mark (A Bullet for Mark) avec Felton Perry
7. Des négociations difficiles (Love My Enemy) avec James Shigeta
8. Le Sergent sans alibi (Seeing Is Believing) avec Norman Fell
9. Les bérets bleus (The Machismo Bag) avec A. Martinez
10. Agression par programmation (Programmed for Danger) avec Anne Baxter
11. Haute altitude (Five Miles High) avec Milton Selzer
12. L'Chayim (L'Chayim) avec David Opatoshu
13. L'ombre d'un doute (Beyond a Shadow) avec Dana Wynter
14. Vol sur demande (Stolen on Demand) avec David Cassidy
15. Dora (Dora) avec Ann Doran
16. Candy (Beware the Wiles of the Stranger) avec Tina Louise
17. Le paradis qu'il faut quitter (Eden Is the Place We Leave) avec John Marley
18. Ni le lieu ni l'heure (The Wrong Time, the Wrong Place)
19. Vacances aux Fidji (Fidji story/Return to Fiji) avec Alan Napier
20. La rançon (Ransom) avec John Saxon
21. Une heure à tuer (One Hour to Kill) avec Henry Corden
22. Le trésor de l'indien (Warrior's Return) avec DeForest Kelley
23. Le fils du prisonnier (Little Jerry Jessup) avec William Shatner
24. Eve et son prince charmant (Good Will Tour) avec Bradford Dillman
25. Un métier de chien (Little Dog, Gone) avec Belinda Montgomery
26. Liberté surveillée (Tom Dayton Is Loose Among Us) avec Bill Bixby

### Quatrième saison (1970-1971)
1. Meurtre à échéance (A Killing Will Occur) avec Dane Clark
2. Interdit au amateurs (No Game for Amateurs) avec Martin Sheen
3. Hallucinations (The Happy Dreams of Hollow Men) avec Joseph Campanella
4. Huit ans après (The People Against Judge McIntyre) avec James Daly
5. L'homme pressé (Noel's Gonna Fly) avec Richard Basehart
6. Solitaire (The Lonely Way to Go) avec Carl Betz
7. Echec et Meurtre, première partie (Check, Mate; and Murder, [1/2]) avec Karin Dor
8. Echec et Meurtre, seconde partie (Check, Mate; and Murder, [2/2]) avec John Van Dreelen
9. Overdose (Too Many Victims) avec Forrest Tucker
10. Trahison (The Man on the Inside) avec Simon Scott
11. Retour de manivelle (Backfire) avec Vaughn Taylor
12. Imposition des mains (The Laying on of Hands) avec Paul Fix
13. Souvenirs perdus (This Could Blow Your Mind) avec Bradford Dillman
14. Silence de mort (Blackout) avec Jack Albertson
15. En quinconce (The Quincunx) avec David Carradine
16. Bons baisers de Hruska (From Hrûska, with Love) avec Diana Hyland
17. La cible (The Target) avec Earl Holliman
18. Dopage (Killing at the Track) avec Ron Ely
19. Evasion (Escape) avec Scott Glenn
20. Meurtre au théâtre (Love, Peace, Brotherhood and Murder) avec Sally Struthers
21. Faux témoin (The Riddle in Room Six) avec Andrew Duggan
22. Fumée d'Orient (The Summer Soldier) avec Theodore Bikel
23. L'accident (Accident) avec Edward Binns
24. Terrorisme (Lesson in Terror) avec David Soul
25. Les bijoux de grand-mère (Grandmother's House) avec Jessie Royce Landis
26. Enfermés dehors (Walls Are Waiting) avec William Shatner - (Dernière apparition d'Eve Whitfield)

### Hors saison (1971)
1. Folie Meurtrière (1/2) (The Priest Killer [1/2]) avec George Kennedy
2. Folie Meurtrière (2/2) (The Priest Killer [2/2]) avec Anthony Zerbe

### Cinquième saison (1971-1972)
1. Tuez-le ! (Contract: Kill Ironside) avec James Olson
2. Les professionnels (The Professionals) avec James Drury
3. Jeux dangereux (The Gambling Game) avec Bobby Darin - (Première apparition de Fran Belding)
4. L'anneau de prières (Ring of Prayer) avec Barbara Rush
5. La femme en noir (In the Line of Duty) avec Vera Miles
6. Des fiançailles mouvementées (DeJoss Sticks and Wedding Bells) avec Soon-Tek Oh
7. Impro de meurtre (Murder Impromptu) avec Roddy McDowall
8. Chère Fran (Dear Fran...) avec Christine Belford
9. Le petit témoin (If a body see a body) avec Beth Brickell
10. Bon samaritain (Good Samaritan) avec Diana Muldaur
11. Meurtre à Gentle Oaks (Gentle Oaks) avec Ruth Roman
12. Meurtre par procuration (License to Kill) avec David Carradine
13. Premier amour (Class of '57) avec Gary Crosby
14. Sans motif apparent (No Motive for Murder) avec George Takei
15. Irresponsabilité (But When She Was Bad) avec Suzanne Pleshette
16. Facsimilé (Unreasonable Facsimile) avec Burgess Meredith
17. Qui est la victime ? (Find a Victim) avec Pat Hingle
18. Et s'il n'en reste qu'un... (And Then There Was One) avec Scott Hylands
19. Le numéro de la mort (Death by the Numbers) avec William Katt
20. Poupées, Sorcières et Assassins (Bubble, Bubble, Toil and Murder) avec Jodie Foster
21. Le talon d'Achille (Achilles' Heel) avec Kerwin Mathews
22. Quatuor infernal (His Fiddlers Three) avec Tim Matheson
23. Un nommé Arno (A Man Named Arno) avec Anne Francis

### Sixième saison (1972-1973)
1. Cinq jours en sursis, première partie (Five Days in the Death of Sgt. Brown [1/2]) avec E.G. Marshall
2. Cinq jours en sursis, deuxième partie (Five Days in the Death of Sgt. Brown [2/2]) - La deuxième Partie de cet épisode, bien qu'incluse en France dans le cadre de "L'homme de fer", est en réalité un épisode de la série "The Doctors"
3. Attention : chien méchant (The Savage Sentry) avec Bo Svenson
4. Changement de programme (Programmed for Panic) avec Ed Begley Jr.
5. Le policier et l'Avocat (Down Two Roads) avec Eugene Roche
6. Attention on tourne ! (Camera... Action... Murder!) avec Joe Don Baker
7. Anagramme (Riddle Me Death) avec William Devane
8. Cauchemar (Nightmare Trip) avec Don Stroud
9. Qui a tué Walter Booth ?, première partie (Buddy, Can You Spare a Life? [1/2]) - Initialement épisode de 90 min diffusé en France en 2 parties avec Cameron Mitchell
10. Qui a tué Walter Booth ?, seconde partie (Buddy, Can You Spare a Life? [2/2]) avec Antoinette Bower
11. Compte à rebours (The Countdown) avec Jackie Cooper
12. Le roi en danger (The Deadly Gamesmen) avec Noel Harrison
13. Wanda (Who'll Cry for My Baby) avec Charles McGraw
14. Scène de réunion (Cold Hard Cash) avec Barbara Rush
15. Les soldats de l'ombre (Shadow Soldiers) avec Lloyd Bochner
16. L'affaire Ollinger (Ollinger's Last Case) avec Kenneth Mars
17. Meurtre par télécommande (A Special Person) avec Barry Sullivan
18. Correspondant anonyme (The Caller) avec Dabney Coleman
19. Histoire de famille (Love Me in December) avec Steve Forrest
20. Le bateau fantôme (The Ghost of the Dancing Doll) avec Jess Walton
21. Une femme à abattre (All About Andrea) avec Myrna Loy
22. Jeu de passé passé (Another Shell Game) avec Scott Glenn
23. Le tunnel (All Honorable Men) avec William Daniels
24. Prise d'otages (The Best Laid Plans) avec Kathleen Lloyd
25. Le maître des cartes (A Game of Showdown) avec Cheryl Ladd

### Septième saison (1973-1974)
1. Auteur de composition (Confessions from a Lady of the Night) avec Dorothy Malone
2. Le beau-père (Murder by One) avec Clu Gulager
3. Le tigre (In the Forests of the Night) avec Dana Wynter
4. Vers le chemin de la liberté (Fragile Is the House of Cards) avec James Olson
5. Qui a trahi ? (The Armageddon Gang) avec Joseph Campanella
6. La maison hantée (House of Terror) avec Sharon Gless
7. L'agence de placement (The Helping Hand) avec Cameron Mitchell
8. La pente fatale, première partie (Downhill All the Way [1/2]) avec Kim Darby
9. La pente fatale, seconde partie (Downhill All the Way [2/2]) avec William Smith
10. Pyromane (Mind for Murder) avec Ross Martin
11. L'homme caché (The Hidden Man) avec Zalman King
12. Le tricheur (Double-Edged Corner) avec Albert Salmi
13. Dette de famille (The Last Payment) avec Scatman Crothers
14. Ami ou ennemi (Friend or Foe) avec Clyde Kusatsu
15. Double affaire (Two Hundred Large) avec Paul Burke
16. Cassettes pirates (Once More for Joey) avec Roger Davis
17. La poupée chinoise (Terror on Grant Avenue) avec Mako
18. Les trois mousquetaires (Class of '40) avec Anne Francis
19. Un signe du ciel (The Taste of Ashes) avec Kim Hunter
20. Drame au campus (A Death in Academe) avec Michael Parks
21. Loin des yeux, près du cœur (Close to the Heart) avec Donald Moffat
22. Le contrat (Come Eleven, Come Twelve) avec Andrew Robinson
23. Mort en plein ciel (Riddle at 14,000) avec Ralph Meeker
24. Une femme aux commandes, première partie (Amy Prentiss [1/2]) - Pilote de la série Amy Prentiss avec Jessica Walter
25. Une femme aux commandes, seconde partie (Amy Prentiss [2/2]) - Pilote de la série Amy Prentiss avec William Shatner

### Huitième saison (1974-1975)
1. Le diable s'en mêle, première partie (Raise the Devil [1/2]) avec Carolyn Jones
2. Le diable s'en même, deuxième partie (Raise the Devil [2/2]) avec Bill Bixby
3. Félicitations Mark (What's New with Mark?) avec Frank Gorshin
4. Climat de terreur (Trial by Terror) avec Joan Van Ark
5. Chasse au fantôme (Cross Doublecross) avec Gary Lockwood
6. Roméo et Juliette (Set-up: Danger!) avec Barry Sullivan
7. Le dernier cotillon (The Lost Cotillion) avec Cesar Romero
8. Fugue mortelle (Run Scared) avec Ed Nelson
9. Le lieu de passage (Act of Vengeance) avec Paul Burke
10. De l'autre côté de la barrière (The Far Side of the Fence) avec Jim Hutton
11. Aidez les jeunes (The Over-the-Hill Blues) avec Leslie Nielsen
12. Le confesseur (Speak No Evil) avec Lonny Chapman
13. La chute d'un ange (Fall of an Angel) avec Henry Beckman
14. Code secret (The Visiting Fireman) avec John Williams
15. Un passé encombrant (The Return of Eleanor Rogers) avec Ina Balin
16. Trou de mémoire (The Faded Image) avec Richard Anderson
17. L'organisation (The Organizer) avec Pernell Roberts
18. Le retour à la terre (The Rolling Y) avec William Katt
19. Une question de vie ou de mort (A Matter of Life or Death) avec Harris Yulin